# Brunella Gasperini
Brunella Gasperini, seudónimo de Bianca Robecchi (Milán, 22 de diciembre de 1918 –Ibidem,  7 de enero de 1979), fue una periodista y escritora italiana, especializada en temas feministas.

## Biografía
Transcurrió la mayor parte de su vida entre Milán, su ciudad natal, y San Mamete, una pequeña zona de la Valsolda sobre el Lago de Lugano. Tras un breve período ejerciendo de maestra al principio de la posguerra, en los años cincuenta empezó a colaborar con el diario Corriere della Sera (Mensajero de la tarde) y con diversos periódicos Rizzoli. De esta manera obtuvo rápidamente una visión moderna y progresista sobre las cuestiones que dominarían la sociedad italiana en los años posteriores.
La columna Ditelo a Brunella (Díselo a Brunella) fue publicada en Annabella durante veinticinco años, y le permitió establecer un diálogo abierto y sincero con sus lectores sobre temas como el divorcio, el aborto, la familia y la política. El documental "Vogliamo anche le rose" (También queremos rosas) de Alina Marazzi muestra a Gasperini fomentando el debate sobre la mujer como objeto como a causa de una de las muchas consultas recibidas sobre el tema. En su columna Lettere a Candida (Cartas a Cándida), que se publicaba en la revista Novella, afrontó temas parecidos mostrando la evolución del pensamiento de la mujer en Italia.
Publicó su primera novela, L'estate dei bisbigli (El verano de los susurros) , que inicialmente se había publicado por capítulos en Annabella, en 1956. A esta le siguieron Io e loro: cronache di un marito (Yo y ellos: crónicas de un marido) (1959), Rosso di sera (Rojo de noche) (1964), A scuola si muore (En la escuela se muere) (1975) y Grazie lo stesso (Gracias de todas formas)  (1975), todos con la compañía Rizzoli. Publicó, además, el irónico manual Il galateo di Brunella Gasperini (El Galateo de Brunella Gasperini),  la autobiografía Una donna e altri animali (Una mujer y otros animales) (Rizzoli, 1978). Una selección de sus editoriales y de las letras publicadas en Annabella fue recogida después de su muerte en Così la penso io (Así lo pienso yo), (Rizzoli, 1979) y Più botte che risposte (Más golpes que respuestas)  (Rizzoli, 1981). 
Sus libros han sido traducidos y publicados en varias lenguas, entre las que destacan el alemán, francés, español y húngaro. Rubén Cotelo también tradujo y publicó en español algunos de sus artículos. Se la considera pionera, junto a Liala, de la novela "rosa" en Italia. Entre otras características, incorporó el punto de vista masculino a este tipo de narrativa, el uso de la ironía y la autobiografía como recursos.
Se casó con Adelmo Gasperini (conocido como Mino) y tuvo dos hijos: Máximo (1946 -2013), ingeniero y escultor,  y Nicoletta (1950 -1989),  que fue periodista.

## Obras

### Narrativa
- 1956 L'estate dei bisbigli (El verano de los susurros), novela, Rizzoli
- 1957 Le vie del vento (Las vías del viento), novela, Rizzoli
- 1957 Fanali gialli (Farolillos amarillos), novela, Rizzoli
- 1958 Le note blu (Las notas azules), novela, Rizzoli
- 1958 Le ragazze della villa accanto (Las chicas de la villa de al lado), novela, Rizzoli
- 1959 Io e loro: cronache di un marito (Yo y ellos: crónicas de un marido), Rizzoli
- 1960 Ero io quella (Era yo aquella), novela, Rizzoli
- 1961 Lui e noi: cronache di una moglie (Él y nosotros: crónicas de una esposa), Rizzoli
- 1964 Rosso di sera (Rojo de noche), novela, Rizzoli
- 1965 Noi e loro: cronache di una figlia (Nosotros y ellos: crónicas de una hija), Rizzoli
- 1970 I fantasmi nel cassetto (Fantasmas en el cajón), novela autobiografica, Ediciones de Novissima
- 1973 Luna straniera (Luna extranjera), novela, AMZ
- 1974 Siamo in famiglia (Estamos en familia), Rizzoli
- 1975 A scuola si muore (En la escuela se muere), novela, Rizzoli
- 1975 Il buio alle spalle (La oscuridad está detrás), novela, AMZ
- 1976 Grazie lo stesso (Gracias de todas formas), novela, Rizzoli
- 1976 Storie d'amore storie d'allegria (Historias de amor historias de alegría), relatos, Rizzoli
- 1978 Una donna e altri animali (Una mujer y otros animales), novela autobiografica, Rizzoli

### Otras
- 1957 Dopo di lei, signora (Después de usted, Señora), publicado en español por Hatchette, 1958.
- 1960 Sposarsi è facile ma... (Casarse es fácil pero...)  Rizzoli
- 1968 Vivere oggi...(Vivir hoy...), Herreros
- 1974 Cos'è una donna: problemi e segreti delle adolescenti (Qué es una mujer: cuestiones y secretos de las adolescentes), Marietti
- 1975 I problemi sessuali e psicologici dell'adolescenza (Las cuestiones sexuales y psicológicas de la adolescencia),  AMZ
- 1975 I problemi sessuali e psicologici prima del matrimonio (Las cuestiones sexuales y psicológicas antes del matrimonio), AMZ
- 1975 Cos'è conoscersi: problemi e rapporti col tuo ragazzo (Qué es conocerse: cuestiones con tu novio), Marietti
- 1975 Il galateo di Brunella Gasperini (El galateo de Brunella Gasperini) manual, Sonzogno
- 1976 I problemi sessuali e psicologici della coppia (Cuestiones sexuales y psicológicas de la pareja),   AMZ
- 1976 Di chi è la colpa : capire e risolvere i problemi del matrimonio (De quien es la culpa: entender y solucionar las cuestiones del matrimonio), Marietti
- 1979 Così la penso io (Así lo pienso yo), Rizzoli
- 1981 Più botte che risposte (Más golpes que respuestas), Rizzoli

Todos los datos se refieren a las primeras ediciones, la mayor parte de los libros ha estado más veces reimprimidos por diversas casas editoras.